# Buribaj
Buribaj (ros. Бурибай) – wieś (sieło) w Rosji, w Baszkortostanie, w rejonie chajbullińskim. W 2010 liczyła 4553 mieszkańców.